# ATSE Graz
Der ATSE Graz ist ein österreichischer Mehrspartensportverein aus dem Stadtbezirk Eggenberg der steirischen Landeshauptstadt Graz. Der Verein wurde 1912 als „Arbeiter- Turn- und Sportverein Eggenberg“ gegründet und unterhält derzeit neun Sektionen.
Da Arbeitervereine in der Zeit des Nationalsozialismus verboten wurden, musste der ATSE sich auflösen. Nach dem Zweiten Weltkrieg erfolgte die Neugründung. Bekanntheit erlangte der ATSE vor allem durch seine (meist ausgegliederten) Profiteams in den Sportarten Basketball, Eishockey, Handball und Wasserball, die in den 1970er und 1980er Jahren mehrere Meistertitel erringen konnten. Der Schwerpunkt des ATSE liegt aber vor allem in der Nachwuchs- und Jugendarbeit und in einem breiten Fit und Turnangebot.
Informationen über die Eishockeymannschaft ATSE Graz findet sich im Artikel ATSE Graz Eishockeysektion.
Geführt wird der Verein von Präsident Rechtsanwalt Kurt Fassl und Obmann Thomas Zacharias.

## Sektionen
- Badminton
- Basketball
- Eishockey
- Fit
- Leichtathletik
- Schi / Snowboard
- Tennis
- Tischtennis
- Turnen
- Volleyball

Ehemalige bzw. ausgegliederte Sektionen sind unter anderem: Handball, Wasserball.

## Erfolge (Auszug)

### Basketball
- Aufstieg in die Bundesliga (1975)
- Beste Resultate: 2× Dritter (1982, 1984) als „ABC Merkur“.
- Dreimalige Teilnahme am Korać-Cup, einem damaligen Europapokal.

### Eishockey
- 2× Österreichischer Meister (1975 und 1978)

### Handball
- 6× Österreichischer Meister (1982, 1983, 1984, 1986, 1987, 1990) als ATSE Waagner Biro Graz.

### Leichtathletik
- Sepp Zeilbauer (* 1952) erreichte 1973 beim Zehnkampf in Götzis als erster Österreicher 8000 Punkte, seine Bestmarke liegt bei 8219 Punkten. Er nahm 1972, 1976 und 1980 an den Olympischen Sommerspielen teil und erreichte 1980 in Moskau einen 5. Platz.

### Volleyball
- 3 × Teilnahme der Frauen am Europapokal (1995/96, 1999/2000, 2000/01)

### Wasserball
Die Wasserballsektion wurde unter 1972 Karl Dragosits gegründet, da sich die Wasserballsektion des Grazer AK aus finanziellen Gründen auflöste und die Mannschaft vom ATSE Graz übernommen wurde. In dieser Saison, nach der der Grazer AK mit der gleichen Mannschaft zweimal den österreichischen Meistertitel geholt hatte, musste der Verein aufgrund der Neugründung der Sektion in der zweiten Liga antreten. In den nächsten Jahren holten sich die Eggenberger neun Mal die Meisterschaft, danach gab es aufgrund von Kaderumbesetzungen bis 1988 kaum nennenswerte Erfolge. Erst mit dem Hallenmeistertitel 1989 konnte die Sektion einen erneuten Erfolg feiern. 1993 zog sich der ATSE Graz vom Wasserballsport zurück und löste die Sektion auf. Einige ältere Spieler der Sektion gründeten den Verein WBV Graz.
Titel und Erfolge
- 8× Österreichischer Hallenmeister
- 9× Österreichischer Freibecken-Meister (1973–1978, 1980–1982)

## Weblink
- Offizielle Homepage des Vereins